# Мелехове
Ме́лехове (до 1948 року — Текіє́, крим. Tekiye) — село в Україні, у Білогірському районі Автономної Республіки Крим. Підпорядковане Багатівській сільській раді.
Відстань від райцентру до населеного пункта становить 14 кілометрів по прямій.
У 2023 році у проєкті Постанови Верховної Ради України «Про перейменування деяких населених пунктів Автономної Республіки Крим» село запропоновано перейменувати на Текіє.